# Heinrich-Völker-Bad

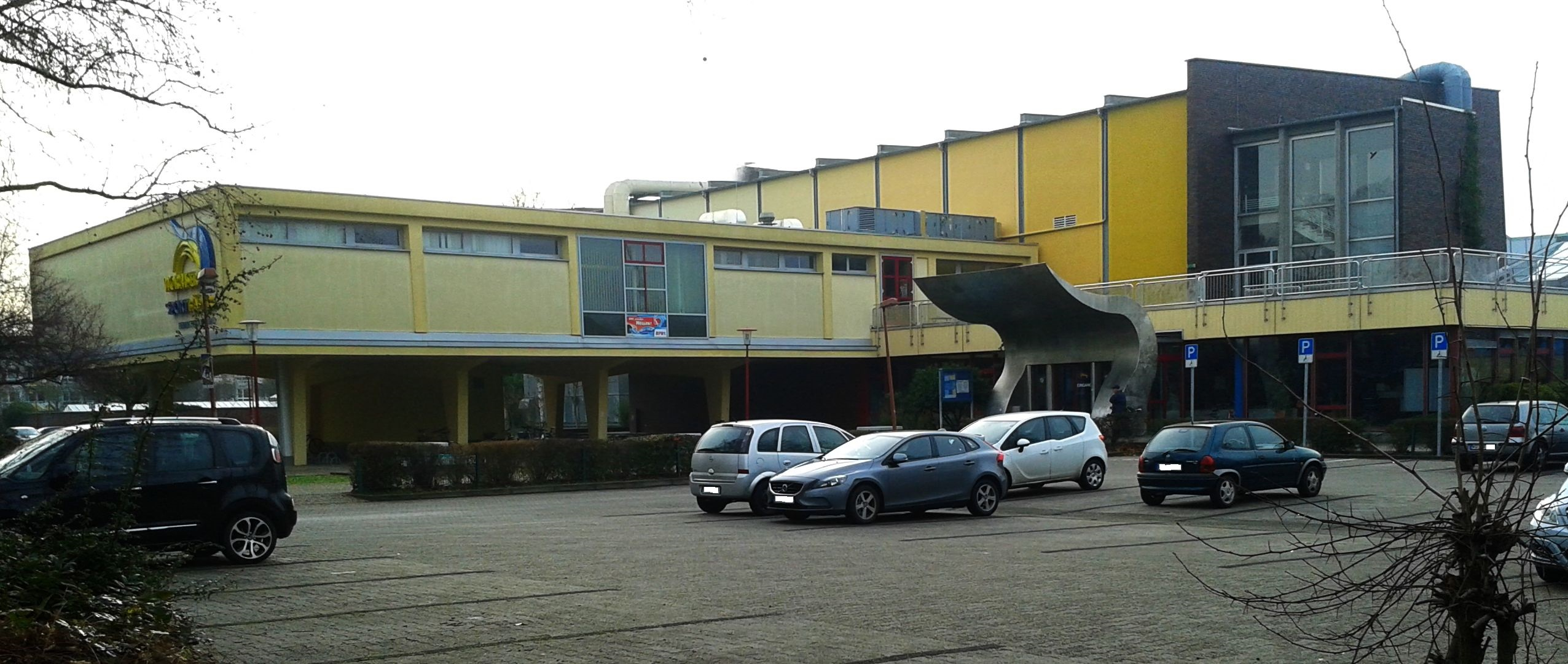
Heinrich-Völker-Bad Frontansicht

Das Heinrich-Völker-Bad ist ein kombiniertes Frei- und Hallenbad und das größte Bad in der rheinland-pfälzischen Stadt Worms.

## Geschichte
Die Geschichte des Heinrich-Völker-Bades geht bis ins Jahr 1936 zurück, als sich ein „Hallenbad-Bau-Verein“ gründete, dessen Pläne jedoch durch den Zweiten Weltkrieg zunichtegemacht wurden. Gänzlich in Vergessenheit gerieten die Pläne jedoch nicht. Der damalige Wormser Oberbürgermeister Heinrich Völker, der von 1949 bis 1967 Oberbürgermeister der Stadt war und sich im Besonderen für ihren Wiederaufbau nach dem Krieg einsetzte und dessen Name das Bad heute trägt, setzte sich ab dem Jahr 1961 für erste Planungen für den Bau eines städtischen Hallenbades ein. In der Folge wurde am 20. November 1965 das Bad eröffnet. Der damalige Vorsitzende des Südwestdeutschen Schwimmverbandes, Karl Schubert, lobte den Bau als „[...]modernste[...] Sportstätte“.
Das zugehörige Freibadareal wurde am 19. Mai 1982 eingeweiht. Zu Beginn der 1990er Jahre wurde das Angebot des Heinrich-Völker-Bades dem sich wandelnden Zeitgeist angepasst: Die ehemalige Schülerumkleide im Untergeschoss wurde zu einer Sauna umgebaut. 1991 wurde die Fensterfront im Hallenbad erneuert. Diese Umbaumaßnahmen kamen nicht von ungefähr, hatte man seitens der Stadt mit rückläufigen Besucherzahlen zu kämpfen. Als Reaktion darauf erfolgte im Zeitraum 1996–1998 eine Erweiterung des Angebots für die Besucher. Ergänzt wurden Whirlpools, eine Breitrutsche, ein Strömungskanal, eine Solarlandschaft und im Freigelände ein Beachvolleyballfeld. Die Maßnahmen erforderten ein Investitionsvolumen von etwa neun Millionen Euro. In der Folge gelang es, die Besucherzahl auf 130.000 Personen zu erhöhen, was im Vergleich zum Vorjahr 1998 eine Verdoppelung bedeutete.
Im Jahr 2005 erfolgten weitere Umbaumaßnahmen. Der stadtbildprägende „Stelzenbau“, welcher direkt an der Alzeyer Straße und somit an einer Hauptverkehrsader der Stadt Worms steht, erfuhr in seinem Inneren grundlegende Veränderungen. Mit einem Investitionsvolumen von etwa 1,5 Millionen Euro wurden weitere Erholungsmöglichkeiten geschaffen. Im Jahr 2007 erfuhr das Heinrich-Völker-Bad eine weitere grundlegende Veränderung. Mit dem Entschluss, über dem 50-m-Sportbecken, welches sich im Freigelände befindet, jährlich über die Winterzeit eine Traglufthalle zu errichten und somit den Wormser Schulen auch in der kalten Jahreszeit weiterhin den Schwimmunterricht zu ermöglichen, gelang es, wichtige Bildungsmaßnahmen aufrechtzuerhalten, die ansonsten nicht mehr möglich gewesen wären, da verschiedene Wormser Schulen ihren eigenen Schwimmbetrieb nicht mehr aufrechterhalten konnten.

## Heutige Situation

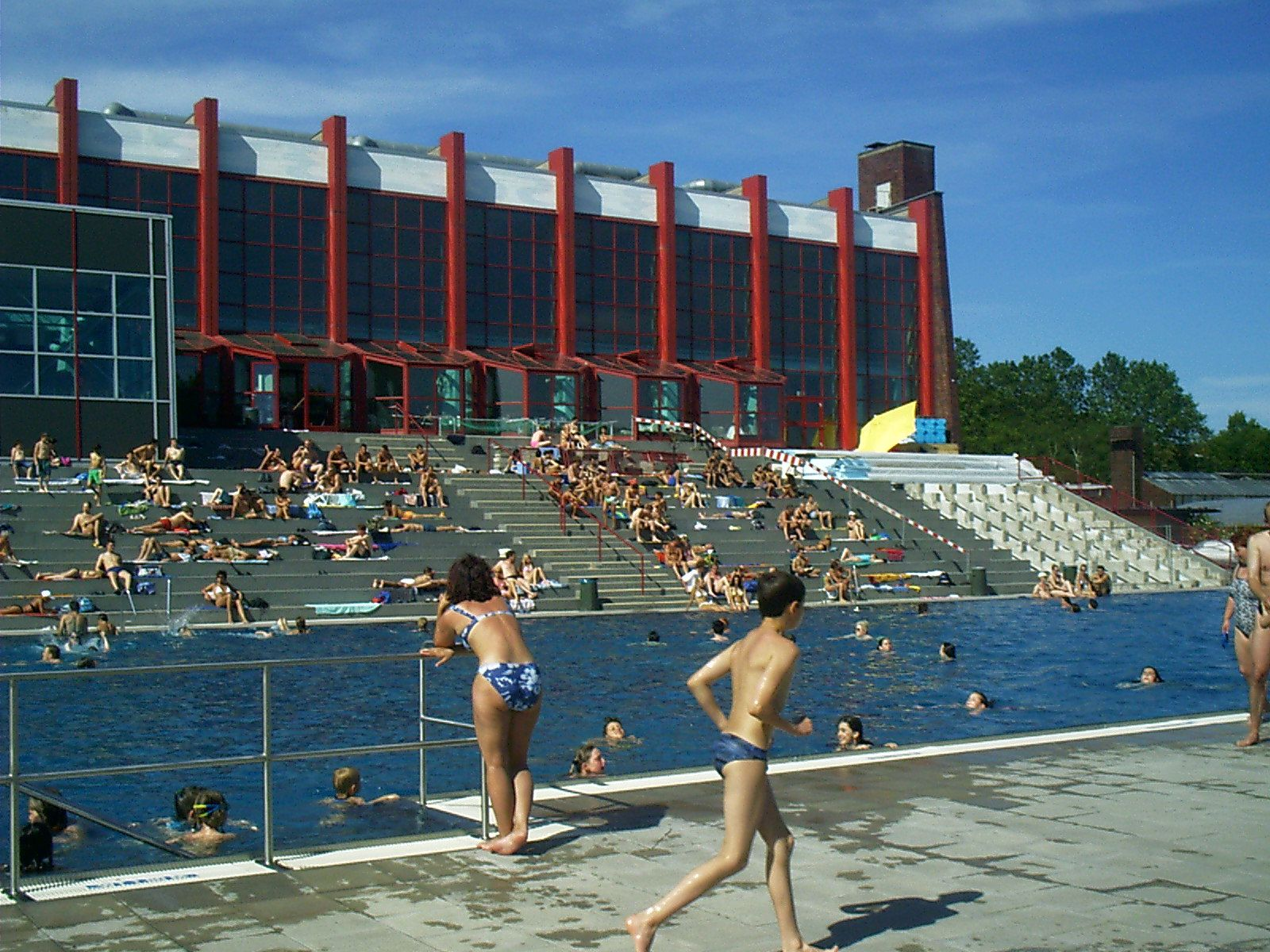
Heinrich-Völker-Bad in Worms. Südwest-Ansicht

Das Heinrich-Völker-Bad ist weiterhin das größte Bad in Worms. Es bietet neben seinem in der Schwimmhalle untergebrachten 25-m-Schwimmbecken mit Sprungturm und Nichtschwimmerbereich ein Freigelände mit einem 50 m wettkampftauglichen Außenbecken, ein Babybecken, einen 10-m-Sprungturm und ein Warmaußenbecken. Trotz einer Besucherzahl von etwa 300.000 Personen pro Jahr lässt sich das Bad nicht wirtschaftlich betreiben, gilt jedoch weiterhin als sinnvolle, unterstützenswerte, kulturelle Einrichtung. 2015 wurde ein besonderes Augenmerk auf mögliche Einsparpotenziale im Bereich des Stromverbrauchs gelegt. In der Folge wurde die veraltete Beleuchtung auf den neuesten Stand der Technik gebracht, von der man sich erhofft, bis zu 95 % der bisher verbrauchten Energie einzusparen. Die Investitionskosten von etwa 28.000 Euro sollen die CO2-Emission in den nächsten 20 Jahren um 240 t senken.
Die in den 1990er Jahren im Untergeschoss in Betrieb genommene Saunaanlage erfüllte zuletzt nicht mehr die erforderlichen Brandschutzbestimmungen und war am 3. Juli 2016 zum letzten Mal geöffnet.